# Der König der Mittelstürmer
Der König der Mittelstürmer ist ein deutscher Spielfilm von 1927. Der Stummfilm war einer der ersten „Fußballfilme“ im deutschen Kino.

## Handlung
Tull Harper ist ein begeisterter Anhänger des Fußballsportes und Führungsspieler des Fußballklubs Alemannia. Sein Vater, Konsul Norbert Harper, teilt diese Leidenschaft nicht und verbietet Tull, neben seiner Arbeit an Training und Spielen teilzunehmen – zumal das Großhandlungshaus Harper in existenzbedrohenden finanziellen Schwierigkeiten steckt. Als Miss Mabel Douglas als Beauftragte eines amerikanischen Kreditgebers anreist, um Verbindlichkeiten einzufordern, droht der Bankrott. Aber die Handlung nimmt eine gute Wendung, als sich am Rande der Geschäftsbeziehung eine Liebesbeziehung zwischen Tull Harper und Mabel Douglas entwickelt, die durch die gemeinsame Leidenschaft für den Fußballsport gestützt wird.
Diese Beziehung droht zu zerbrechen als es Jonas Habakuk Ripton, der ebenfalls ein Auge auf Miss Douglas geworfen hat, gelingt, durch Verbreitung falscher Behauptungen Zwietracht zu säen. Letztlich siegt aber die Liebe über die Intrige, das Großhandlungshaus Harper wird gerettet und Tull Harper darf mit dem Segen des Vaters rechtzeitig zu einem entscheidenden Match wieder die Fußballstiefel schnüren und seinen Klub zum Sieg führen.

## Bedeutung
Der König der Mittelstürmer ist einer der ersten deutschen Filme, die den Fußball als Rahmenhandlung und Leitmotiv einsetzen. Unter dem im Vorspann zitierten Motto „Drehende Erdkugel – rollender Fußball – völkerverbindender Sport“ traf er den Nerv der Zeit, weil sich der Fußball in den 1920er Jahren zu einer der populärsten Sportarten aller Bevölkerungsschichten entwickelt hatte. Der Film wurde nach seiner Premiere im Herbst 1927 mit großem Erfolg in Kinos in ganz Deutschland gezeigt. Besonders bemerkenswert sind die von Artur von Schwertführer inszenierten und gefilmten Fußballszenen des Films. Mit dynamischer Kameraführung, geschickten Schnitten unter Einbeziehung von dokumentarischen Filmaufnahmen (z. B. Szenen aus der Totalen mit Publikumsrängen und echten Spielern) wurde die perfekte Illusion erzeugt und der Fußball in bis dato nie gesehener Form auf der Leinwand gezeigt. Die Handlung des Films mit den Irrungen und Wirrungen eine Liebe in gehobenen Kreisen ist durchschnittlicher, solider 1920er-Jahre-Kinostoff und nicht weiter von Belang. Paul Richter, bekannter Star aus Fritz Langs Film-Epos Die Nibelungen ist in seiner Paraderolle als Herzensbrecher zu sehen. Die norwegische Schauspielerin Aud Egede-Nissen gibt mit Mabel Douglas eine charmante, selbstbewusste und attraktive Geschäftsfrau.